# Kén-diklorid
A kén-diklorid a kén klórral alkotott vegyülete, képlete SCl2. Standard körülmények között szúrós szagú, cseresznyepiros, mérgező folyadék. A kén-diklorid a legegyszerűbb kén-klorid, benne a kén oxidációs száma +2. Felhasználják prekurzorként kénorganikus vegyületek, például mustárgáz előállításánál.

## Előállítás
A kén-diklorid előállítása elemi kén vagy dikén-diklorid klórozásával történik. A folyamat több lépésben megy végbe: 
S8  +  4 Cl2  →  4 S2Cl2; ΔH = −58,2 kJ/mol
S2Cl2  + Cl2  →  2 SCl2; ΔH = −40,6 kJ/mol

## Felhasználás
A kén-dikloridot szerves szintézisekben használják fel. Alkének SCl2-addíciójakor klórtartalmú tioéterek keletkeznek. Ez jól szemléltethető a vegyület etilénnel való reakciójával, melynek során mustárgáz – S(CH2CH2Cl)2 – keletkezik.
A kén-diklorid emellett számos szervetlen vegyület alapanyaga: fluorral kezelve kén-tetrafluoridot kapunk, meleg szén-tetrakloridos vagy benzolos oldatába ammóniát vezetve tetrakén-tetranitridet alkot.
6 SCl2 + 16 NH3 → S4N4 + 2S + 12 NH4Cl

## Fordítás
Ez a szócikk részben vagy egészben  a   Sulfur dichloride című angol Wikipédia-szócikk ezen változatának fordításán alapul.  Az eredeti cikk szerkesztőit annak laptörténete sorolja fel. Ez a jelzés csupán a megfogalmazás eredetét és a szerzői jogokat jelzi, nem szolgál a cikkben szereplő információk forrásmegjelöléseként.